# 狭隔鸣蝗
狭隔鸣蝗（学名：Mongolotettix angustiseptus），一种发现于中华人民共和国吉林省向海的昆虫，隶属于蝗科鸣蝗属。

## 形态特征
成年雄虫体长15～16.6毫米，雌性成虫22.8～24.4毫米。雄虫体呈黄褐色，头顶中央沿中隆线具暗褐色纵纹，复眼后具宽的眼后带。前翅橄榄绿色，径脉暗褐色。前缘脉域基部有一白色带纹，腹部两侧具不明显的褐色纵条纹。雌虫呈灰褐色，头顶中隆线两侧具狭的暗色纹，后足股节外侧上隆线下缘及上膝侧片黑褐色。前翅具黑白分明的两条纵带纹。